# دهستان شهریاری هزارجریب مازندران

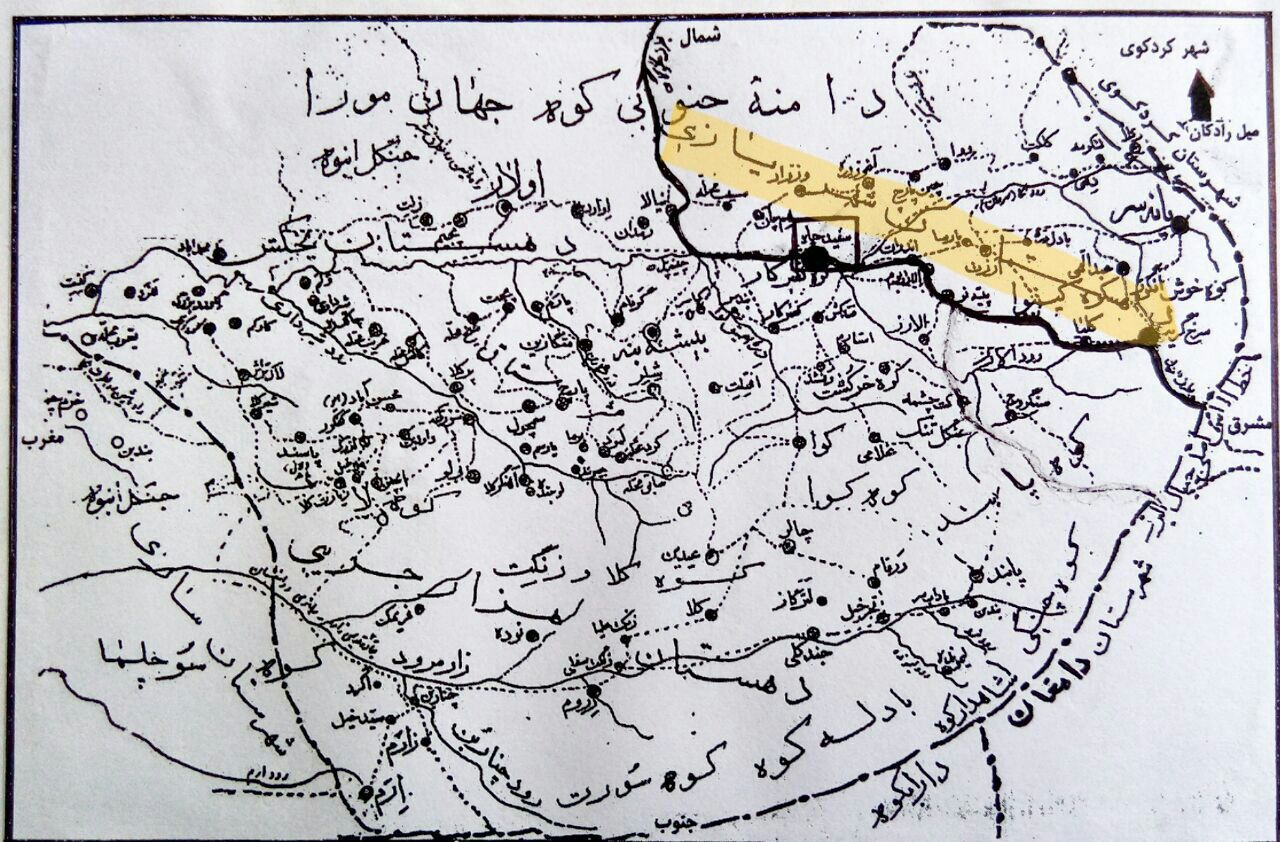
عکس تاریخی منطقه هزار جریب و دهستان شهریاری

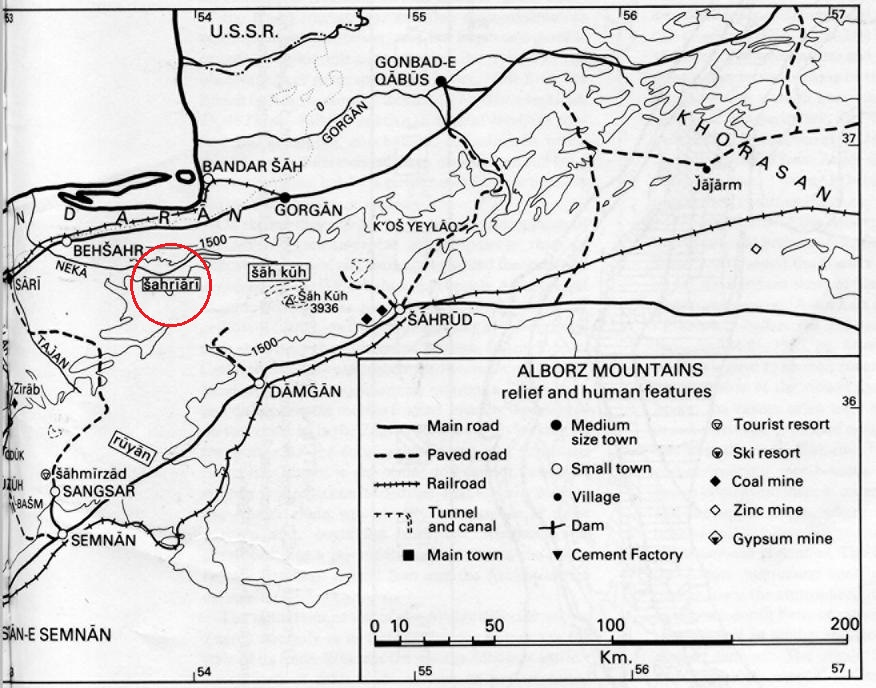
نقشه هزارجریب تاریخی

منطقه ای در هزارگری یا هزارجریب تاریخی می باشد که موقعیت جغرافیایی آن محدود می شود از شمال به کوه جهان مورا از جنوب به دهستان هزارجریب و از شرق به کوهپایه های شهرستان گرگان و دامغان از غرب به دهستان های یخ کش و هزارجریبی. در واقع دهستان شهریاری شرقی ترین دهستان هزارجریب چهاردانگه به مرکزیت یانه سر است.  
چارلز فرانسیس مکنزی هزارجریب را به دو بخش چهاردانگه و دو دانگه تقسیم کرد که ریاست دو دانگه آن بر عهده ابراهیم خان بود و چهاردانگه را به سه قسمت تقسیم کرد که بخشی از آن در دست محمد رحیم خان در یانه سر مستقر بود و بخش دیگر آن سرخ گریه حاکم نشنین آن بود که در اختیار نجف قلی خان بود و بخش سوم هم در دست محسن خان (فریور) بود.
از آثار تاریخی این منطقه می توان به خانه شهریاری ، بنای تاریخی تشر ، مرتع خوش انگور و میل رادکان غربی اشاره نمود.  